# Экзорцист (клирик)
Экзорцист или заклинатель (др.-греч. ἐξορκιστής — заклинающий, от ἐξορκίζω — заклинать, лат. exorcist) — в Католической церкви священнослужитель, уполномоченный совершать особый молитвенный обряд над бесноватыми, эпилептиками и подобными больными. До 1972 года экзорцист — также название одного из малых чинов церкви.

## Происхождение
Степень экзорцистов, или заклинателей, восходит к древним верованиям в возможность заклинания злых духов. В раннехристианскую эпоху (I — начало IV вв). эта способность была, как считали приверженцы христианской религии, распространена среди них. Св. Иустин Философ в «Разговоре с иудеем Трифоном» говорит: «Мы, верующие в распятого при Понтии Пилате Иисуса Христа Господа нашего, заклинаем всех демонов и нечистых духов, и держим их в нашей власти». Ориген писал: «Тех (то есть демонов) многие из христиан прогоняют из одержимых не посредством каких-либо измышлений, магического или медицинского искусства, но только молитвой и простыми заклинаниями, и притом такими, которые может употреблять и самый простой человек, как вообще простецы (ιδιοται) делают это». Упоминание «простецов» несомненно свидетельствует о том, что этот дар в век Оригена не был связан со служением в клире, но на Западе заклинание уже в начале III столетия, а, возможно, и ещё раньше, становилось делом клириков:

…ходя же, проповедуйте, что приблизилось Царство Небесное; больных исцеляйте, прокаженных очищайте, мертвых воскрешайте, бесов изгоняйте; даром получили, даром давайте.
— Мф. 10:7—8
Тертуллиан писал: «Сами еретические женщины, как они смелы! Они осмеливаются учить, спорить, делать экзорцизмы, обещать исцеления и даже крестить.» Осуждая еретичек за их поползновения на исполнение обязанностей, не свойственных женщинам, Тертуллиан тем самым выразил, вероятно, господствовавшее в православной Африканской Церкви убеждение, что заклинание — это дело мужчин и, вероятно, клириков, поскольку «деланию экзорцизмов» отведено место рядом с учительством и совершением крещений.

## История
Св. Павлин Ноланский (V век), рассказывая об иерархическом служении св. пресвитера Феликса, писал: «В первые годы он служил лектором, потом занял ступень, служение которой состояло в том, чтобы голосом веры заклинать злых и изгонять их священным словом». Речь здесь идет, несомненно, о служении экзорциста. Св. Феликс скончался в 256 г., следовательно, ступени чтеца и заклинателя (экзорциста) он прошел в начале или, во всяком случае, в первой половине III века.
Упоминаются в послании папы Корнелия (251—252 гг.) в повествовании о клире Римской церкви, послание цитирует в Церковной истории Евсевий Кесарийский: «Этот страж Евангелия разве не понимает, что в Церкви кафолической должен быть один епископ? В ней имеется — он не мог этого не знать — 46 священников, 7 диаконов, 7 иподиаконов, 42 аколуфа (послушника), 52 человека заклинателей (ἐξορκισταί) и чтецов и привратников, больше полутора тысяч вдов и калек, которых питает благодать Христова». Согласно 10 правилу Антиохийского собора 341 года, заклинателей мог ставить хорепископ. Упоминаются в 26 правиле Лаодикийского собора, согласно которому: «Не произведенным от епископа не должно заклинати ни в церквах, ни в домах.», и согласно 24 правилу этого же собора заклинателям запрещено посещать корчемницы.
Совершение заклинательных молитв стало со временем составной частью Чина оглашения, совершаемого епископом или пресвитером («Чин оглашения» совершается над каждым человеком перед «Чином Крещения»). В настоящее время особой степени и должности заклинателя в церкви не существует; но в чинопоследовании оглашения и крещения сохранились особые, очень древние (известные ещё по «огласительным поучениям» Кирилла Иерусалимского, IV в.) заклинательные молитвы. В Чине оглашения заклинательных молитв три. Они носят название «Запрещение» (др.-греч. Ἀφορκισμός) первое, второе, третье. Например в первом запрещении, которое читает над оглашаемым человеком священник, сказано:
Запреща́ет тебе́, диа́воле, Госпо́дь прише́дый в мір и вселивы́йся в челове́цех, да разруши́т твое мучи́тельство, и челове́ки и́змет ....Убо́йся, изы́ди, и отступи́ от созда́ния сего́, и да не возврати́шися, ниже́ утаи́шися в нем,... 
по-русски:	
Запрещает тебе, диавол, Господь, пришедший в мір и поселившийся между людьми, чтобы разрушить твое самовластие и освободить людей... Убойся, выйди, и отступи от этого создания (то есть от оглашемого человека), и да не возвратишься, и да не утаишься в нем
Чин оглашения помещён в «Большом требнике».
Также имеются молитвы «для изгнания бесов» в так называемом «Требнике Петра Могилы». Петр Могила в XVII веке по образцу католического священнодействия «Изгнание, вселившегося дьявола» (лат. «De exorcizandis obsessis a Daemonio») из книги «Римский Ритуал» (лат. «Rituale Romanum») составил собственное сочинение на изгнание бесов (злых духов) из человека: «Последование молебное о избавлении недугувающих от духов нечистых; и молитвы заклинательныя от техжде лукавых духов» и поместил его в свой Требник.

## Малый чин экзорцистов
Чин появился в католической церкви в XVI веке после Тридентского собора. Название не имеет никакого отношения к современному пониманию слова «экзорцизм», как практике изгнания бесов из одержимых (священники, изгоняющие бесов, также называются экзорцисты) и связано с обрядом экзорцизма, проводящимся в ходе таинства крещения для очищения оглашенных от первородного греха. Первоначально совершать этот обряд было одной из обязанностей экзорцистов, однако впоследствии этот обряд стал, как и таинство крещения, совершать священник. Во время литургии экзорцисты, как и другие малые чины, облачались в суперпеллицеум. Часто экзорцистат рассматривался как предварительная ступень к диаконату и священству. Исторически экзорцисты причислялись к малым чинам клира (лат. ordines minores), к числу которых кроме них принадлежали остиарии, чтецы и аколиты.
После Второго Ватиканского собора чин экзорциста был упразднён в motu proprio папы Павла VI Ministeria quaedam от 15 августа 1972 года и в инструкции Конгрегации богослужения и таинств Immensae caritatis от 29 января 1973 года. Как и другие малые чины, чин экзорциста сохраняется в традиционалистических общинах (например, Братстве Святого Петра).